# Вэй Се
Вэй Се – (2я пол. IIIв. – 1я пол. IVв.) – китайский художник.
Вэй Се известен только из древних трактатов; ни одного произведения этого мастера не сохранилось. Он работал в государстве Западная Цзинь, существовавшем в 265-316 годах, и имел там звание «мудреца-художника». Согласно старинным текстам, Вэй Се был учеником знаменитого мастера древности Цао Бусина. В современных исследованиях его имя приводят в качестве примера зарождавшейся в Китае традиции преемственности художественных приёмов, передававшихся от учителя к ученику на заре становления национальной живописи. Вэй Се работал в бытовом жанре, однако главной его специализацией были картины на буддийские темы и росписи буддийских храмов. Один из первых теоретиков и критиков живописи Се Хэ (Vв.), сформулировавший шесть законов живописи, ставил его произведения выше картин прославленного мастера Гу Кайчжи.